# Velennes, Oise
Velennes är en kommun i departementet Oise i regionen Hauts-de-France i norra Frankrike. Kommunen ligger i kantonen Nivillers som tillhör arrondissementet Beauvais. År 2022 hade Velennes 238 invånare.

## Befolkningsutveckling
Antalet invånare i kommunen Velennes
| Referens: INSEE |